# マリン☆マリン ミナミハコフグと珊瑚礁の仲間達
『マリン☆マリン ミナミハコフグと珊瑚礁の仲間達』（まりんまりん みなみはこふぐとさんごしょうのなかまたち）は、セガが製作、運営していたトレーディングカードアーケードゲーム。通称「マリンマリン」。

## 概要
2007年7月より本格稼動を開始。2009年9月稼動終了。
筐体にお金を入れると、魚類のデータのバーコードが記載された「マリンカード」が1枚払い出される。それらのカードを使い友達の魚たちを増やしていくゲームである。別売のメモリーカードを使えば友達になった魚や獲得アイテムを登録可能、「エンブレムミッション」に挑戦できる、等の付加価値が付く。

### ゲームルール
- 時間制限が設定されていて、それがなくなる前に朝、昼、夕方、夜のそれぞれの海で3匹ずつ魚を友達にして行く。夕方、夜に現れるサメに捕まると強制終了となる。
- ゲームクリアの為には、マリンカードをスキャンして別の魚に変身する必要がある。スキャンすると、そのカードに設定されたマリンポイントに応じて残り時間も上限以内で加算される。ただし同じカードは1ゲーム内で一回、合計15枚までの時間しか加算はされない。1ゲームクリアするのに毎回変えたとしても最大で12枚（匹）あれば足りるので、残りのカードは時間加算の為だけのスキャンに使える事になる。
- 加算される時間は朝、昼、夕方の各時間帯をクリアすると+15秒、マリンポイント500であれば+50秒、300なら+30秒、100なら+20秒、50なら+10秒、30なら+7秒（10は不明）が加算されるが、最大は60秒までなので超過分は切捨てされる。
- 変身するとその魚と同種を探して友達に誘える。丸枠で囲ってアピールしているので容易に見分けられる。友達になるにはスキャンしたカード毎に設定されているミニゲームをクリアする必要がある。オーシャンブルー以降はカードに記号があるのでそれを参考に選ぶ事も出来る。しかし、クリアに失敗するとペナルティーとして残り時間が20秒減算される。失敗した場合時間が残っていれば、再び探して友達に誘う事もできるが、無理と思えば別のカードをスキャンして時間を増やしたり、ミニゲームや魚を変える事も出来る。
- 友達にしてゲームが進む毎にミニゲームの難易度も上がっていく。前半は苦手なゲームの魚を友達にして、後半は得意なゲームの魚を友達にするように順番配置するとオールクリアへ近づく。

## Ver2での変更点
本作はエメラルドブルーバージョンからVer2に変更となった。バージョンアップに伴う変更点は以下の通り。
- 当初は最初に朝、昼、夕方、夜の中から選んでプレイし、3匹が友達になると終了、夜は時間切れまでのエンドレス、というシステムだったが、バージョンアップ後は、必ず朝から始まり夜で3匹が友達になると終了するシステムになった。時間切れ及びサメに捕まった場合は終了するという点は変更なし。
- 上記変更に伴い、残り時間がビジュアル的に表示されるようになった。
- エンブレムミッションに挑戦できるようになった。特別のモードは無く通常プレイの中で行う。
- ミニゲームが「あわひろい」「おにごっこ」「かくれんぼ」「ふくらまし」の4種に加え、「いろいろあわひろい」「イカリとおりゃんせ」「たるカニバランス」「ペアタッチ」の4種が追加され全8種となった。オーシャンブルーでは更に「うにばくだん」「みつけておさかな」が追加され全10種となった。

## メモリーカード
このゲームの特徴として、メモリーカードを使ってプレイデータを残しておく事が出来る。なお、カード1枚の使用回数には1枚当たり300回の上限が設定されており、それ以降は新たなメモリーカードを購入し、データを引き継ぐ。
なお、メモリーカードが買えるのは、メモリカードを挿入せずにプレイした場合のプレイ終了後と、使用回数300回終了後だけである。カードデザインは8種類で、出現はランダムである。また、プレイヤーの名前は最初に購入した時に自動的に決められ、任意に設定することは出来ない。種類は相当数あり、同じ名前のユーザーと遭遇する可能性は低い。
メモリーカードの機能は、
- 友達になった魚をおうちに集めることが出来る。最大数は65000匹。またハードウェアの技術的制限のため、おうちで回遊している魚は友達になっている魚全てではなく、直近5回位に友達になった魚までしか登場しない。
- さかなの種類を増やすことが出来る。友達にした事が無い魚を友達にすると自動的に増える。
- さかなのうまれたばしょ（出身地）を増やすことが出来る。うまれたばしょは各筐体に設定された都道府県及び市町村を基にしているので、設定さえ変えれば、登録されている範囲内に限るが何処の場所にでも自由に出来る。なお同じ都道府県内でも市町村が違うと別の出身地となるので1000を超える出身地が有る。
- エサを集めて貯めておくことができる。最大数は100個まで。エサはおうちにいる魚たちに与えていかないと、腹を空かして最終的には逃げだしてしまうので、定期的に与える必要がある。
- サンゴを集めることができる。プレイ中友達になった時にサンゴをくれる魚がおり、得たサンゴはおうちの中に飾ることが出来る。全部で62個だが、カウントは999まで。
- ご当地アイテムを集めることが出来る。出身地と同様に筐体の設定を基にしているが、市町村に関係なく各都道府県でプレイしていると、友達になった時にご当地アイテムをくれる魚がおり、該当の都道府県に関係した物を1回だけ貰える。スノードーム型をした物がおうちの中に飾られるようになり、それをタッチする事により見る事が出来る。基本的にご当地アイテムは筐体に設定された都道府県の物をもらうので、他府県のアイテムを得ようとする場合にはその都道府県に行ってプレイする必要があるが、メモリーカードを買った最初の一度だけは別の都道府県のご当地アイテムが貰える特典がある。ただし、どの都道府県アイテムになるかは完全にランダムである。
- エンブレムミッションに挑戦できる。メモリーカードが無い状態からでも始める事は出来るが、一度のプレイではクリア出来ないミッションも有り、コンプする為には必要になる。

### ランキング
メモリーカードと連動して各筐体でランキングが残せる。3項目あり各ベスト5までが登録される。
おともだちのかず
おうちにいるお魚の数が多い人ベスト5。1位など上位になるためにはプレイを繰り返して数を増やしていくだけであるため、単純ではあるが達成は困難。
お魚の種類
ベスト5まで表示。種類の最大数は最新バージョンの登場で増加するが、基本は第一弾アクアブルーから始めているプレイヤーが有利。種類のカウント方法は1～183まで番号の魚が基本となり各1種類とカウントされていく、同じ番号の魚でもサンライトとムーンライトで分かれているが1種類となる。更にイラストカードやレアカードは基本番号と重複すると合計で1種類とカウントされる事になる。例外的に基本番号が無い、クリオネ、ダンゴウオ(グリーン)(ピンク)も重複した時は合計で1種類とカウントされる。逆に同じ魚でもバージョン違いにより番号が変わっていれば別種類としてカウントされることになる
うまれたばしょ
ベスト5まで表示。上位になるには多数の店舗でプレイし地道に増やすしかない。ご当地アイテムを得るためにも遠征は必要だが、移動手段及び資金力に劣るプレイヤーには達成が困難な条項。
各ランキング1位のおうちはデモ画面で見ることが出来る。紹介される魚はその筐体で最後にプレイした時に友達にした後半の5匹のみ。

## ミニゲーム
魚を友達にするためにクリアが必要。オーシャンブルー以降の一般カードにはミニゲームの種類の記号が記載されているが、全てのカードにはそれぞれ固定されたミニゲームがあるので、その魚を仲間にしたい時は必ずそれをクリアする必要がある。
なお、ミニゲームは同じ魚の場合、何れのバージョンのカードでも全て同じなので、「苦手なミニゲームであるためバージョン違いをプレイし、攻略する」というテクニックは通用しない。
「おにごっこ」「ふくらませ」「あわひろい」「かくれんぼ」は、全てのバージョンのカードにある。「たるカニバランス」「イカリとおりゃんせ」「ペアタッチ」「いろいろあわひろい」は、エメラルドブルーで追加されたので以降の新種魚の一部のみ。「みつけておさかな」「うにばくだん」は、オーシャンブルーで追加されたので以降の新種魚の一部のみにある。
- O（おにごっこ） - 画面上を魚が動き回っているので時間以内に全てタッチできればクリア。
- F（ふくらませ）- 1対1の対戦式。相手の魚が時間経過と共にどんどん膨らんでくるので、負けない様に自分の魚をどんどんタッチして膨らませていく。難易度が上がると動き回る魚を、確実に、そして素早くタッチする事が要求される。規定値以上に膨らませるか、時間終了時に自分のほうが大きければクリア。
- A（あわひろい） - 画面上に泡が現れるので、左下の貝のところまでタッチしながら誘導していく。泡は何個でもまとめて運んでいける。設定時間以内に規定数を貝の所までもっていけないと失敗となる。
- K（かくれんぼ） - 始ると魚が泳いできて間も無く画面が真っ黒になるので、魚が居る場所をこすって全て見つける事が出来るとクリアとなる。真っ黒になる直前の魚の場所がそのまま隠れている場所なので小さい魚の場所を確実に覚えておくのが特に有効。逆に小さい魚は大きい魚の影に居てこすり残しで時間切れになる事もある。
- P（ペアタッチ） - 画面上に色々な魚が表示されるので、同じ魚を見つけてペアでタッチしていく。しかし背景と見た目の色が似ている魚がいると見落としもありえる。難易度が上がると2枚目や3枚目までクリアしなければならない。タッチミスが多い、または時間切れで失敗となる。
- I（イカリとおりゃんせ） - 左側にいる魚を右側の住処まで全て連れ行くのが目的。その通り道にはイカリが邪魔していて、イカリが上に上がった時だけ通過が出来る。イカリによって動きがマチマチで、接触するとスタート地点まで戻されてしまう。制限時間以内にクリアできないと失敗となる。
- Ai（いろいろあわひろい） - 基本は上記あわひろいと同じだが、色が設定されていて、難易度が低いうちは1箇所だった貝が難易度が上がるに連れて2箇所（2色）、3箇所（3色）と最終的には貝が色別に四隅に配置されているので、それに合わせて泡を適合する色の貝の所まで誘導する必要がある。制限時間以内に規定数を貝の所までもっていけないと失敗となる。
- T（たるカニバランス） - たるに乗ったカニが左右に動き回るので、常に真上に来るくらいにたるを左右に回転させてカニを落下させないようにする。設定時間まで落下させなければクリアとなる。難易度が上がってくるとカニの動きが早くなるのに加えて、たるの数が増える（最大4コ）のでカニの動きを見て全て管理するのがかなり難しくなる。1匹でも落下すれば失敗となる。
- Au（うにばくだん） - 基本はあわひろいと同じで、1つの貝の所まで運ぶ。途中にウニが配置されていて接触すると泡が割れてしまうので、それを避けながら運ぶ事になる。難易度が上がるとウニの数が増えたり動き回るようになるのでぶつかって割れないようにするのが難しくなる
- M（みつけておさかな） - 上の枠の中に探す魚が表示されるので同じ物を全て見つける。スキャンした魚が自動的に探す魚となる。難易度が上がると2面以降も有る。また、画面ほぼ全て（数十匹）が目的の魚、という事もある。魚が小さく見難いのも難点で、色に特徴がある等、はっきり見分けが付く魚かどうかで難易度に相当の差が付く。

## エンブレムミッション
Ver2から追加された。あそび方でモード選択する必要は無く、各ミッションで設定された条件を満たす事により達成となる。5個達成すると主人公のミナミハコフグが銅の王冠を被る様になり、10個で銀の王冠、15個で金の王冠を得る。20個でパスワードが出て、2009年5月現在、セガへ報告することにより限定「クリオネ」カード1枚が貰える。
- ミッション1-（ひるのうみめいじん） - ひるのうみを30秒以内でクリアして！
- ミッション2-（ふくせませのたつじん） - ふくらませのミニゲームで自分の体を50cm以上ふくらませて！
- ミッション3-（ごはんいらず） - ゲームの始めからゲームクリアまで、ごはんマークをとらないように泳いでみて！
- ミッション4-（サメつかい） - サメから10回にげきって！
- ミッション5-（ガードマン） - 10回、ゲームをあそぶ間、お魚を1ぴきもおうちからにがさないで！
- ミッション6-（クマノミマスター） - クマノミのなかまを40ぴき、おともだちにして！
- ミッション7-（かくれんぼリーダー） - かくれんぼのゲームをいどんでくるお魚を50ぴきおともだちにして！
- ミッション8-（すごいサメつかい） - 青いボタンを使わずに、サメからにげきって！
- ミッション9-（ミニゲームのかみさま） - 10しゅるいのミニゲームを全部やって一度もしっぱいなく、ゲームクリアして！
- ミッション10-（ひみつのかぎ） - おうちの中にあるひみつのかぎをゲットして！ヒントはマリン☆マリンの公式ホームページにあるよ
- ミッション11-（ハタタテハゼとツノダシ）- ハタタテハゼ3びきと、ツノダシ3びきをおなかいっぱいにして！
- ミッション12-（こだいのさかな）- まぼろしの古代のお魚のカード（シーラカンス）を使って!
- ミッション13-（あかいサンゴ）- あかいサンゴを10こゲットして！
- ミッション14-（カップルメーカー）- メスとオスのお魚を交代でそれぞれ20ぴきおともだちにして！
- ミッション15-（スピードクリア）- あさのうみのはじめからよるのうみのおわりまで、2分以内でクリアして！
- ミッション16-（ハゼとハナダイ）- ハゼのなかまだけを20ひきともだちにしたあと、ハナダイのなかまだけを30ひきともだちにして！
- ミッション17-（たべものグルメ）- さんごのポリプを食べるお魚だけを35匹その後、何でも食べるおさかなだけを25ひきともだちにして！
- ミッション18-（ウメイロモドキまつり）- おうちのおさかなをウメイロモドキ50ひきだけにして！
- ミッション19-（イカリのたつじん）- ゲームのはじめからゲームクリアまでイカリゲームをいちどもミスなくクリアして！
- ミッション20-（しゅるいのおうさま）- 120種類のそれぞれちがうおさかなをともだちにして！

## ご当地アイテム
プレイしていると友達になった魚が、筐体で設定されている都道府県縁のご当地アイテムをくれる事がある。大抵は夕方でキラキラと輝いている魚の時なら貰える。ただし各都道府県で1回だけなので、既に貰っている時はサンゴがもらえる。
ただ、メモリーカードを使い始めて最初の1回だけは、筐体で設定されている都道府県とは全く別のご当地アイテムが貰える。
もらったアイテムはおうちの中にスノードームとして飾られる事になり、タッチすると、どのようなものなのか確認できる。
47都道府県をフルコンプしても、お祝いコメントや達成通知などは特に出ない。
| 都道府県 | ご当地アイテム                                           |
| -------- | -------------------------------------------------------- |
| 北海道   | キタキツネ                                               |
| 青森県   | ねぶたまつり                                             |
| 秋田県   | なまはげ                                                 |
| 山形県   | さくらんぼ                                               |
| 岩手県   | チャグチャグ馬コ                                         |
| 宮城県   | せんだいたなばたまつり（仙台七夕祭り）                   |
| 福島県   | 赤ベコ                                                   |
| 新潟県   | コシヒカリ                                               |
| 長野県   | スキージャンプ                                           |
| 富山県   | くすり売り                                               |
| 石川県   | かなざわじょう（金沢城）                                 |
| 福井県   | えちぜんがに（越前ガニ）                                 |
| 東京都   | とうきょうタワー（東京タワー）                           |
| 神奈川県 | よこはまベイブリッジ（横浜ベイブリッジ）                 |
| 埼玉県   | そうかせんべい（草加煎餅）                               |
| 千葉県   | らっかせい（落花生）                                     |
| 茨城県   | なっとう（納豆）                                         |
| 栃木県   | にっこうとうしょうぐう（日光東照宮）                     |
| 群馬県   | だるま（達磨）                                           |
| 山梨県   | ぶどう（葡萄）                                           |
| 愛知県   | 金のしゃちほこ（金の鯱）                                 |
| 岐阜県   | ふゆうかき（富有柿）                                     |
| 三重県   | いせえび（伊勢海老）                                     |
| 静岡県   | お茶                                                     |
| 京都府   | 金かく寺（金閣寺）                                       |
| 滋賀県   | しがらきやきのたぬき（信楽焼の狸）                       |
| 大阪府   | おおさかじょう（大阪城）                                 |
| 兵庫県   | こうべポートタワー（神戸ポートタワー）                   |
| 奈良県   | しか（鹿）                                               |
| 和歌山県 | うめぼし（梅干）                                         |
| 鳥取県   | さきゅう（砂丘）                                         |
| 島根県   | いずものはりことら（出雲の張子虎）                       |
| 岡山県   | はくとう（白桃）                                         |
| 広島県   | もみじまんじゅう（紅葉饅頭）                             |
| 山口県   | がんりゅうじまのむさしとこじろう（巌流島の武蔵と小次郎） |
| 徳島県   | あわおどり（阿波踊り）                                   |
| 香川県   | さぬきうどん（讃岐うどん）                               |
| 愛媛県   | えひめみかん（愛媛みかん）                               |
| 高知県   | かつらはまのさかもとりょうま（桂浜の坂本竜馬）           |
| 福岡県   | とんこつラーメン                                         |
| 佐賀県   | ありたやき（有田焼）                                     |
| 長崎県   | うらかみてんしゅどう（浦上天主堂）                       |
| 熊本県   | くまもとじょう（熊本城）                                 |
| 大分県   | かぼす                                                   |
| 宮崎県   | モアイ                                                   |
| 鹿児島県 | さくらじまだいこん（桜島大根）                           |
| 沖縄県   | シーサー                                                 |